# The Cowboy and the Shrew
Pour les articles homonymes, voir Cowboy.
Pour plus de détails, voir Fiche technique et Distribution.
The Cowboy and the Shrew est un film muet américain sorti en 1911.

## Fiche technique
- Production : William Selig
- Société de production : Selig Polyscope Company
- Date de sortie : 
  -  États-Unis : 10 avril 1911

## Distribution
- Herbert Rawlinson : Hank Wilson
- Tom Mix